# Кекинский сельский совет (Сумский район)
Кекинский сельский совет (укр. Кекинська сільська рада) — входит в состав
Сумского района
Сумской области
Украины.
Административный центр сельского совета находится в 
с. Кекино.

## Населённые пункты совета
- с. Кекино
- с. Капитановка